# Войнишки паметник (Долна Секирна)
Войнишкият паметник в село Долна Секирна, област Перник е издигнат в памет на загиналите в Балканската, Междусъюзническата и Първата световна войни.
Изграден е от камък и представлява четиристенна пирамида с височина 180 cm, ширина на страните 80 cm от майстор С. Милев от село Калище. Построен и открит през 1930 г. по инициатива на запасното подофицерско дружество „Цар Симеон“. Допълнително е поставен надпис на загинал ефрейтор при Драва през март 1945 г.

## Списък на загиналите
Имената на загиналите от село Долна Секирна във войните са изписани от всички страни на паметника.

### Източна страна
- 1. Зарко Стоянов – 10 ноември 1912 г.
- 2. Стаменко Илиев – 9 ноември 1912 г.
- 3.Никола Мацев – 4 март 1913 г.
- 4.Марин Пейчев – 12 юни 1913 г.
- 5.Никола Маков – 6 юли 1913 г.
- 6.Симеон Бонев – 17 юли 1913 г.
- 7.Илко Банков – 1 март 1913 г.
- 8.Стамен Деянов – 1 юни 1913 г.
- 9.Алекси Дойчев – 6 март 1913 г.

„В чест на героите загинали 1912 – 1918 г. за Отечеството от с. Долна Секирна. Майстор С. Милев от с. Калище“

### Северна страна
- Асен Рангелов Александров, роден юли 1922 г. Падна геройски за Родината при Дравско средище – Чаковско 1945 г.
- 10. Петър Илиев – 14 май 1913 г.
- 11. Мино Дойчинов – 30 февруари 1913 г.
- 12. Танчо Николов – 26 април 1913 г.
- 13. Стаменко Арсов – 20 юли 1913 г.
- 14. Стоянчо Костадинов
- 15. Георги Антонов – 28 юли 1913 г.
- 16. Цветко Марков – 17 ноември 1915 г.
- 17. Сандо Рангелов – 18 октомври 1915 г.
- 18. Симо Янев – 15 октомври 1916 г.

„Дарители – семействата на убитите и селяните“

### Западна страна
- 19. Рангел Стоилов – 22 октомври 1917 Г.
- 20. Манол Бонев – 27 май 1917 Г.
- 21. Александър Кръстев – 27 май 1917 Г.
- 22. Йордан Аризанов – 22 декември 1917 Г.
- 23. Стоян Рангелов – 27 май 1917 Г.
- 24. Славчо Георгиев – 14 май 1917 Г.
- 26. Евтим Андонов – 10 март 1918 г.
- 27. Викенти Антонов – 8 октомври 1918 г.

“По инициативата на запасното подофицерско др-во „Цар Симеон“ 1930 г.“

### Южна страна
- 28. Раде Деянов – 9 юли 1918 г.
- 29. Иван Деянов – 7 януари 1918 г.
- 30. Дико Васев – 27 октомври 1918 г.
- 31. Ваца Дойчев – 18 юли 1918 г.
- 32.Стамен Стоименов – 25 август 1918 г.
- 33. Георги Илиев – 9 август 1918 г.
- 34. Тако Арсов – 18 юли 1918 г.
- 35. Маринко Янчев – 24 декември 1918 г. с. Станьовци, Брезнишко
- 36. Стаменко Стоименов – 6 юли 913 г.
- 37. Милан Спасов – 19 октомври 1916 г.
- 38. Ванко Спасов – 12 май 1917 г.